# 焔管
焔管（えんかん）は主に、時間並びに物理的な制限付き機能と耐熱効果を持つ、高温の炎を使用する中空の管を指す。

## 概要
焔管とは次のことである。
1. 火薬を詰めた管。
  - 花火に使用する薄紙、又は土木に使用する爆薬を包む厚紙や、軍事的に使用する金属筒など。
  - 仕掛煙火に用いるものは「ランス」と呼ばれ、黒色火薬と色を出す金属類を混合して詰めたもの。
  - 「信号焔管」は道路工事やパトロール等の際に目印として使用されるもので、燃焼時間も長い。高速道路では赤色の炎を出すものとして、一般車両にも搭載している発炎筒が用いられている。
2. ボイラーの燃焼ガスの通る管。使用が長期に渡る場合は管の内側面に煤が溜まる為、ある程度の定期的な清掃作業が必要である。